# Стереомикроскоп

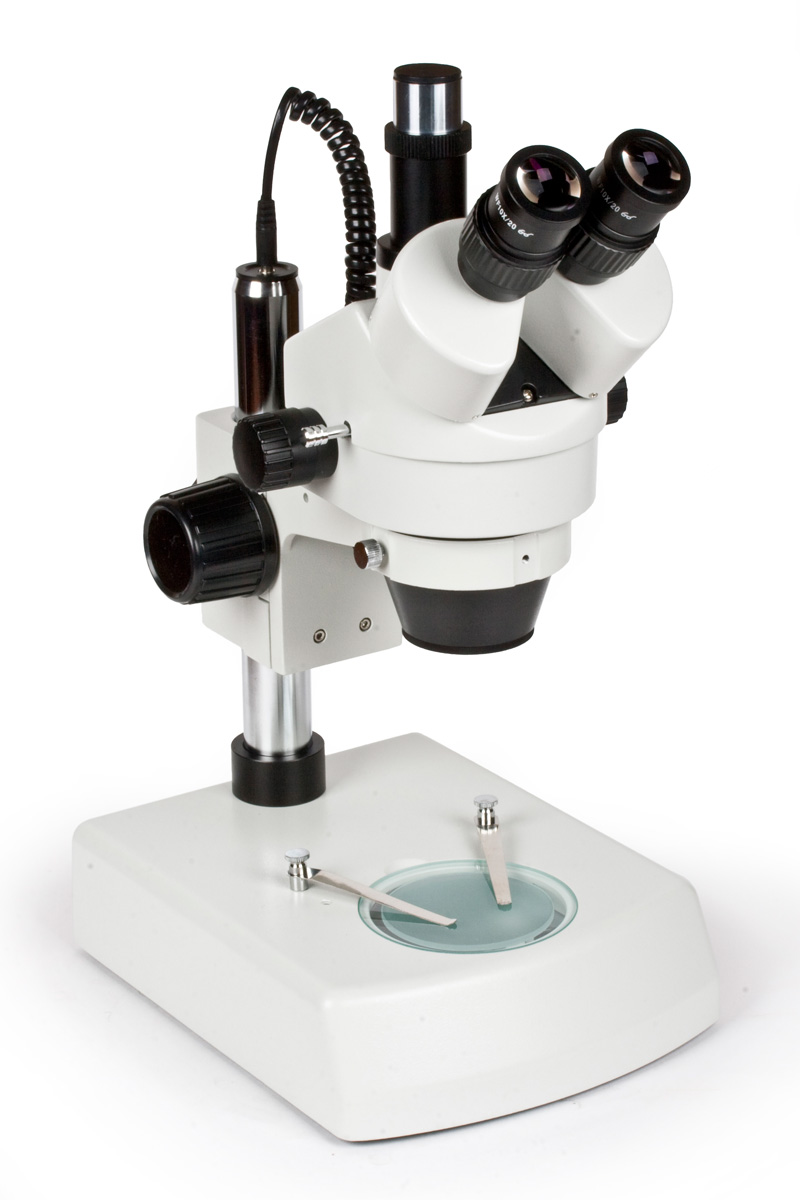
Учебный стереомикроскоп Альтами ПС II

Стереомикро́скоп (от стерео, греч. στερεός — твёрдый, пространственный), иногда бинокуляр, инструментальный микроскоп, — микроскоп для рассматривания предметов с объёмным их восприятием. Изображения предмета образуют стереопару, что обеспечивает передачу объектов в соответствии с тем, как их раздельно видит правый и левый глаз человека. Стереомикроскопы обычно обеспечивают смену увеличений — большинство современных стереомикроскопов имеют панкратическую (zoom), либо ступенчатую систему Галилея, в упрощенных микроскопах данная система может отсутствовать. Существуют две основные оптические схемы стереомикроскопов — схема Аббе и схема Грену. Стереомикроскоп может быть аналоговым или цифровым.

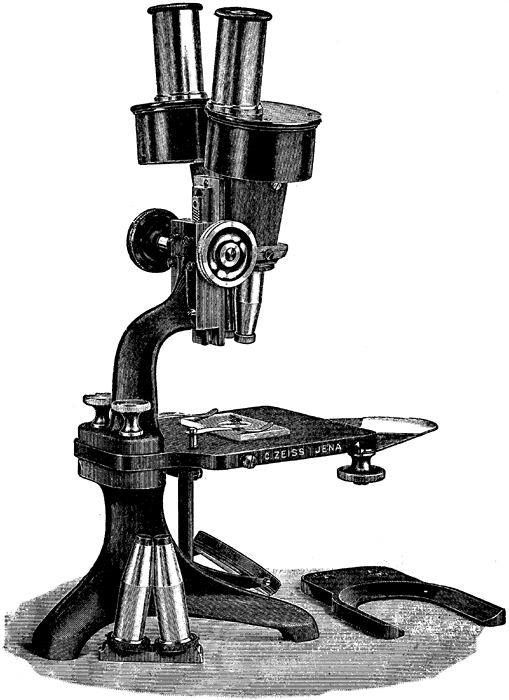
Стереомикроскоп Грену 1896 года производства Carl Zeiss в Йене.

Первый оптически осуществимый стереомикроскоп был изобретен в 1892 году и стал коммерчески доступен в 1896 году, произведен Zeiss AG в Йене, Германия.

## Применение
Человеческий глаз не в состоянии различить структуры менее 150 мкм при работе на комфортном оптическом расстоянии около 250 мм. Для диагностики структур менее 150 мкм, а именно микроорганизмов, растительных и животных клеток, кристаллов, деталей микроструктур металлов и сплавов используют микроскопы различных типов. С помощью стереомикроскопа можно точнее определить форму, размеры, строение и многие другие характеристики микрообъектов.
Кроме научных исследований, стереомикроскопы используются в технике, например, при контроле качества печатных плат.

## Устройство стереомикроскопа
Стереомикроскопы состоят из бинокулярной насадки, системы смены увеличений и объектива. Существуют две принципиальных оптических схемы стереомикроскопа.

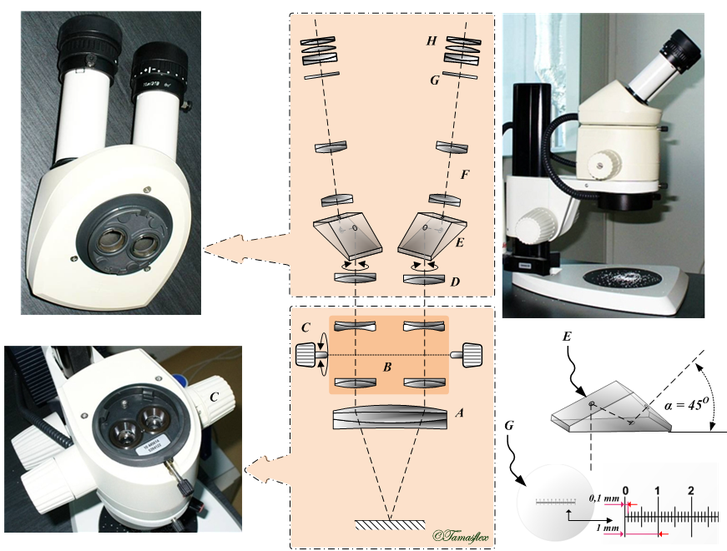
Оптическая схема современного стереомикроскопа.A - Объектив; B - Рефракторы Галилея (вращающиеся объективы); C - Регулятор увеличения; D - Внутренний объектив; E - Призма; F - объектив Рэлея; G - Визирная сетка; H - Окуляр.

Схема Аббе (в англоязычной литературе CMO — Common Main Objective) включает один объектив составленный из линз большого диаметра, расположенный по нормали к полю наблюдения, через который ведется наблюдение с помощью лучей, вышедших под углами стереоскопичности (11°). Благодаря такой схеме достигается большое поле зрения, отсутствие искажений изображения при малых увеличениях и возможность полной коррекции аберраций объектива. В большинстве современных микроскопов используются ПЛАН-АПО-объективы с полностью исправленными кривизной поля и хроматическими аберрациями, что обеспечивает высокое качество изображения, однако существенно удорожает систему. Большинство моделей стереомикроскопов исследовательского и лабораторного класса основаны на схеме Аббе.
Схему Грену составляют два идентичных объектива, наклоненные под углом порядка 14° друг к другу, таким образом, два оптических канала полностью независимы. Такая схема обеспечивает существенно большую глубину фокуса, однако значительное меньшее поле зрения, чем схема Аббе. Так как объективы наклонены к изображаемому полю, коррекция кривизны поля для них невозможна. Благодаря своей простоте и низкой стоимости, схема получила широкое распространение в секторе рабочих, учебных и упрощенных стереомикроскопов.

## Подсветка
Работа со стереомикроскопом ведется обычно в отраженном свете. Осветитель на лампе накаливания или светодиодах закрепляется на корпусе и может поворачиваться для изменения угла освещения. Встречаются бестеневые кольцевые осветители, располагающиеся вокруг объектива стереомикроскопа. Некоторые стереомикроскопы могут комплектоваться дополнительным столиком для работы в проходящем свете. Советской промышленностью выпускались осветительные устройства зеркально-отраженного света для стереомикроскопов исследовательского класса МБС-200 и МССО, освещающие препараты через объективы, подобно металлографическим микроскопам. В настоящее время выпускается ряд моделей стереомикроскопов с люминесцентными осветителями на основе дихроичных зеркал, также освещающими препараты через объектив. Яркость освещения обычно может регулироваться.

## Предметный столик
Предметный столик — это поверхность, на которой размещают исследуемые предметы. Для обеспечения удобной работы, столик микроскопа, может перемещаться в горизонтальной плоскости по осям X и Y. Однако поскольку увеличение стереомикроскопов, как правило, не очень велико, многие из них не оборудованы препаратоводителем, и перемещение объекта производится вручную.